# Якс, Янис
Янис Якс (латыш. Jānis Jaks; род. 22 августа 1995, Рига) — латышский профессиональный хоккеист, защитник клуба чешской хоккейной лиги «Энергия». Игрок сборной Латвии по хоккею с шайбой. Бронзовый призёр чемпионата мира 2023 года. Участник зимних Олимпийских игр 2022 года.

## Клубная карьера
Якс присоединился к «American International» в сезоне 2016—2017 годов и быстро стал основным игроком защиты. В первом сезоне, забив пять голов и сделав шесть результативных передач, набрал 11 очков.
30 марта 2020 года Якс подписал годичный контракт с командой «Бейкерсфилд Кондорс» из АХЛ на сезон 2020/2021 годов. В связи с задержкой начала сезона в Северной Америке из-за пандемии COVID-19 23 августа 2020 года Якс заключил соглашение с латвийским клубом КХЛ «Динамо Рига». Сыграл в 17 матчах за «Динамо», забив 1 гол и набрав 4 очка, после чего вернулся в АХЛ в «Кондорс». В свой первый профессиональный сезон Якс забил два гола и набрал 6 очков в составе «Кондорс».
19 июля 2021 года Янис покинул Северную Америку в качестве свободного агента и подписал годичный контракт с российским клубом «Сочи», выступающим в КХЛ.
В дальнейшем перебрался в чешскую хоккейную лигу, где два сезона отыграл за «Литвинов», а с 2024 года выступал за «Энергию» из Карловых Вар.

## Карьера в сборной
С 2014 года привлекается в первый состав сборной Латвии по хоккею. Принимал участие в чемпионатах мира 2014, 2017, 2019, 2021, 2022, 2023 и 2024 годов. Стал обладателем бронзовой медали чемпионата мира 2023 года.
В 2022 году в составе сборной Латвии принял участие в зимних Олимпийских играх, которые состоялись в Пекине. Команда заняла последнее место в группе С, а в плей-офф квалификации за выход в четвертьфинал проиграла Дании 2:3.